# Michael von Poschinger

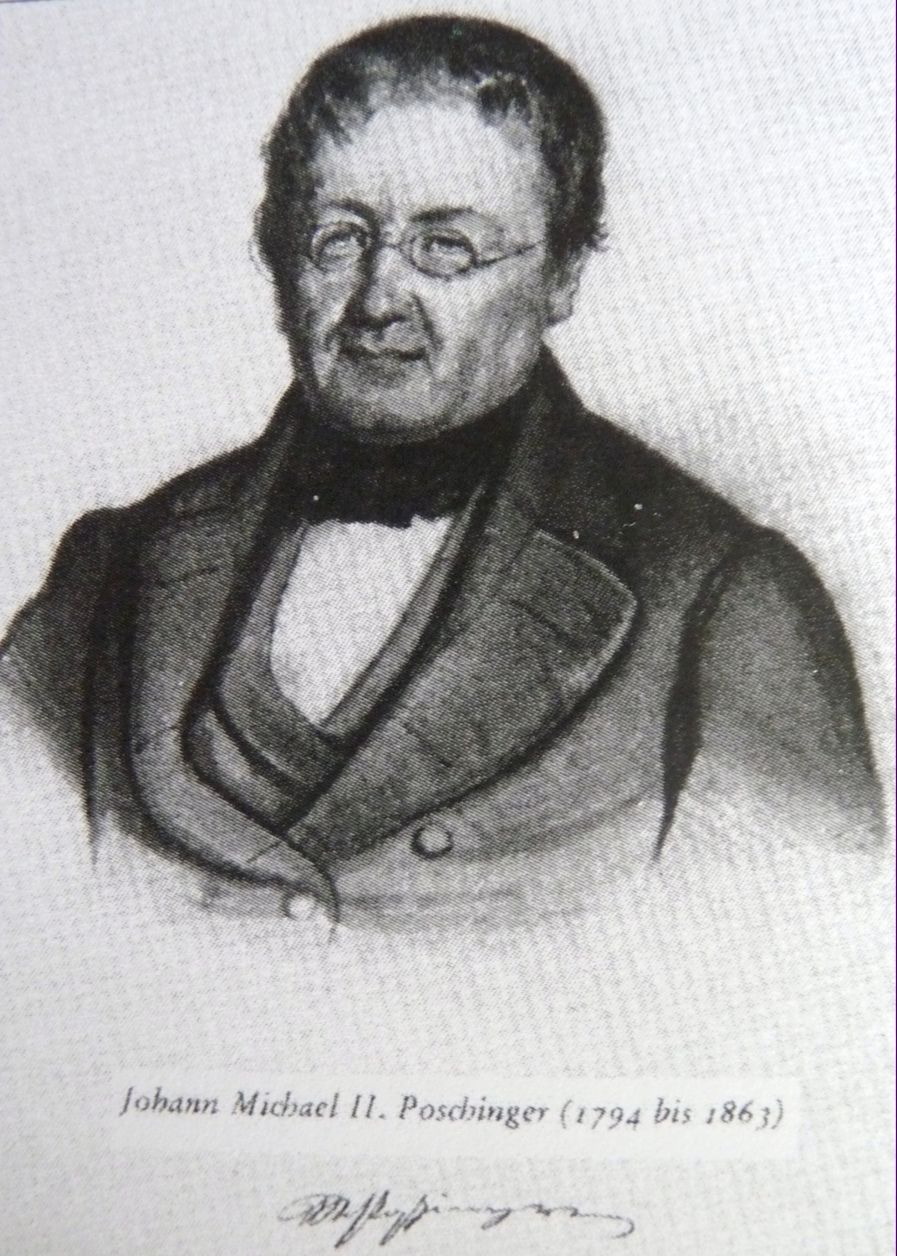
Johann Michael II. Poschinger

Johann Michael (II.) Reichsritter und Edler von Poschinger (* 18. Mai 1794 in Frauenau; † 31. Oktober 1863 in Regen) war ein bayerischer Fabrikant und Landtagsabgeordneter.

## Leben
Der Sohn des Hüttenherrn Georg Benedikt von Poschinger studierte an der Universität Landshut und wurde etwa 1813 Mitglied des Corps Bavaria Landshut. Er übernahm 1829 die Hofmark Frauenau mit der Glasmanufaktur von Poschinger von seinem Vater. Des Weiteren gehörten die Hofmarken Drachselsried, Wettzell und ab 1842 Thallersdorf zu seinem Besitz. Am 5. Februar 1834 heiratete er die Zwieseler Müllerstochter Anna Maria Schweikl (1810–1878). Sein Bruder war der Landtagsabgeordnete Benedikt von Poschinger.
Johann Michael erbaute 1835 die Spiegelfabrik in Oberfrauenau und die dazugehörige Schleiferei am Kleinen Regen. 1848 nahm er die Moosauhütte in (Unter-)Frauenau in Betrieb. Diese Hütte (Poschingerhütte) existiert heute noch.
Die hohe Qualität des dort hergestellten Tafelglases wurde 1854 auf der Ersten Allgemeinen Deutschen Industrieausstellung in München offiziell anerkannt. Dadurch konnte sich das Poschingersche Glas zunehmend von den böhmischen Vorbildern absetzen. 1856–1861 saß v. Poschinger in der Kammer der Abgeordneten (Bayern), der Zweiten Kammer der Bayerischen Ständeversammlung. Bei der Eröffnung des 19. Landtages am 15. Januar 1859 war er Alterspräsidenten.
Am 16. August 1860 brannte die Hohlglasfabrik in Oberfrauenau, die sogenannte Neuhütte ab, wodurch großer Schaden entstand. Am 1. April 1861 erwarb er die darniederliegende Glashütte in Theresienthal mit allen Liegenschaften und Glasvorrat von der Königlichen Bank in Nürnberg für 32.000 Gulden.
Im Oktober 1863 starb Johann Michael von Poschinger bei einem Postkutschenunfall. Er kam zusammen mit seinem Sohn Nepomuk aus Frankfurt am Main und legte in Regen einen letzten Zwischenstopp ein. Zehn Schritte von der Post entfernt entreifte sich das Vorderrad, und der Wagen fiel um, wobei Poschinger sich das Genick brach. Der Leichnam wurde am anderen Tag abgeholt und auf das Gut in Oberfrauenau gebracht. Er hinterließ einen Vermögensbesitz von weit über zwei Millionen Gulden.

## Kinder
- Johann Michael III. (1834–1908), Kgl. Bayer. Kommerzienrat, Guts- und Glashüttenbesitzer auf Theresienthal, Besitzer von Schloss Ismaning, Herr auf Gut Zengermoos und Karlshof
- Anna Maria (1836–1913)
- Anna Theresia (1838–1839)
- Wilhelm von Poschinger (1839–1895), Gutsbesitzer auf Ahausen bei Landau an der Isar
- Anton Johann Nepomuk (1840–1894), Besitzer von Schloss Pullach bei Aibling
- Eduard Ferdinand (1842–1917), Erbe seines Bruders Georg Benedikt, Freiherr seit 1901
- Georg Benedikt II. von Poschinger (1845–1900), Fideikommissherr auf Oberfrauenau, erblicher Reichsrat (Bayern) seit 1873